# Sperrstelle Rheinau

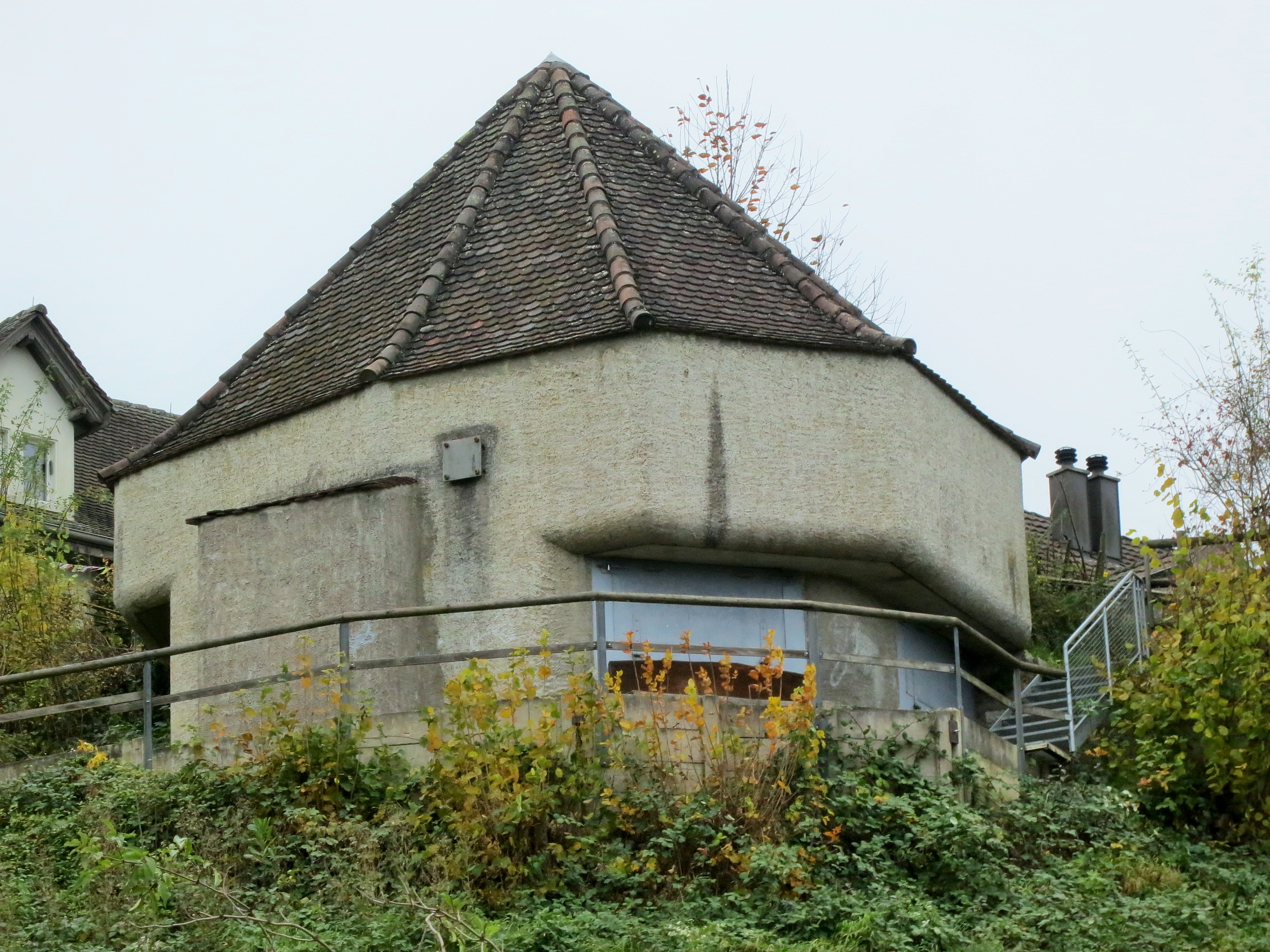
Infanteriebunker Rheinau Strasse A 5461 «Räbhüsli»

Die Sperrstelle Rheinau (Armeebezeichnung Nr. 651) war eine Grenzbefestigung der Grenzbrigade 6 der Schweizer Armee. Sie gilt als militärhistorisches Denkmal von nationaler Bedeutung.

## Geschichte
Auf der Rheinhalbinsel Au in Rheinau ZH siedelten vor 2500 Jahren die Kelten. Die Rheinschlaufe ergab eine günstige Möglichkeit, die Siedlung mit einem Wall (Keltenwall) zu schützen.
Während des Zweiten Weltkriegs wurde der Rhein zur befestigten Grenze. Kurz vor dem Weltkrieg wurden mehrere Infanteriebunker am linken Rheinufer erstellt.
Die weitläufige Sperre im Dreieck Rheinau-Dachsen-Marthalen umfasst rund 50 Anlagen. Die für den Angreifer günstige Landestelle bei der Rheinhalbinsel in Rheinau wurde 1937 mit einem Tankhindernis und drei Lmg-Ständen befestigt. Das Artilleriewerk Ebersberg⊙ konnte der Sperrstelle direkten Feuerschutz geben. Ab 1938 wurden zwischen Rheinau und Dachsen zahlreiche MG-Bunker und Unterstände erstellt.
Die Sperre Rheinau wurde 1955 mit einem Infanteriewerk (Panzerabwehrbunker A 5500) zum Schutz des neu gebauten Flusskraftwerks Rheinau ergänzt.
In den 1960er Jahren wurden zahlreiche Mannschaftsunterstände (Kubu), Pak-Garagen und zusätzliche Strassenbarrikaden errichtet, um einen mechanisierten Vorstoss von Rheinau in Richtung Andelfingen zu verhindern.
Die Grenzbrigade 6 wurde 1994 aufgelöst. Die Sperrstellen wurden grösstenteils mit der Armeereform 1995, die übrigen um 2004 ausser Dienst gestellt. Die Militärhistorische Gesellschaft des Kantons Zürich besitzt mehrere Festungsbauten im Zürcher Unterland, die unterhalten und im Rahmen von Führungen gezeigt werden.

### Anlagen
- Unterstand U12 Trugstein A 5455		⊙
- Infanteriebunker Wolfgrueb A 5456		⊙
- Infanteriebunker Balm Süd A 5457		⊙
- Infanteriebunker Balm Nord A 5458		⊙
- Infanteriebunker Schwedenschanze II A 5459 Keltenwall		⊙
- Infanteriebunker Schwedenschanze I A 5460 Keltenwall		⊙
- Infanteriebunker Rheinau Strasse A 5461 Räbhüsli			⊙
- Infanteriebunker Rheinau West A 5462		⊙
- Infanteriebunker Rheinau Ost A 5463		⊙
- Infanteriebunker Röthehalden A 5465		⊙
- Infanteriebunker Dachsen Süd A 5466 ⊙
- Infanteriebunker Dachsen Nord A 5467 ⊙
- Mg-Bunker Schloss Wörth A 5468		⊙
- Mg-Bunker Schloss Laufen A 5469		⊙
- Infanteriewerk Korbwiese A 5500		⊙
- Pak-Garage Sunnehof (VOBAG) F 6428	⊙
- Pak-Garage Guggenbühl (VOBAG) F 6434
- Barrikade Stauwehrbrücke EW Rheinau T2785.03 und Sprengobjekt SprO Stauwehrbrücke EW Rheinau M1915 (abgebaut)		⊙

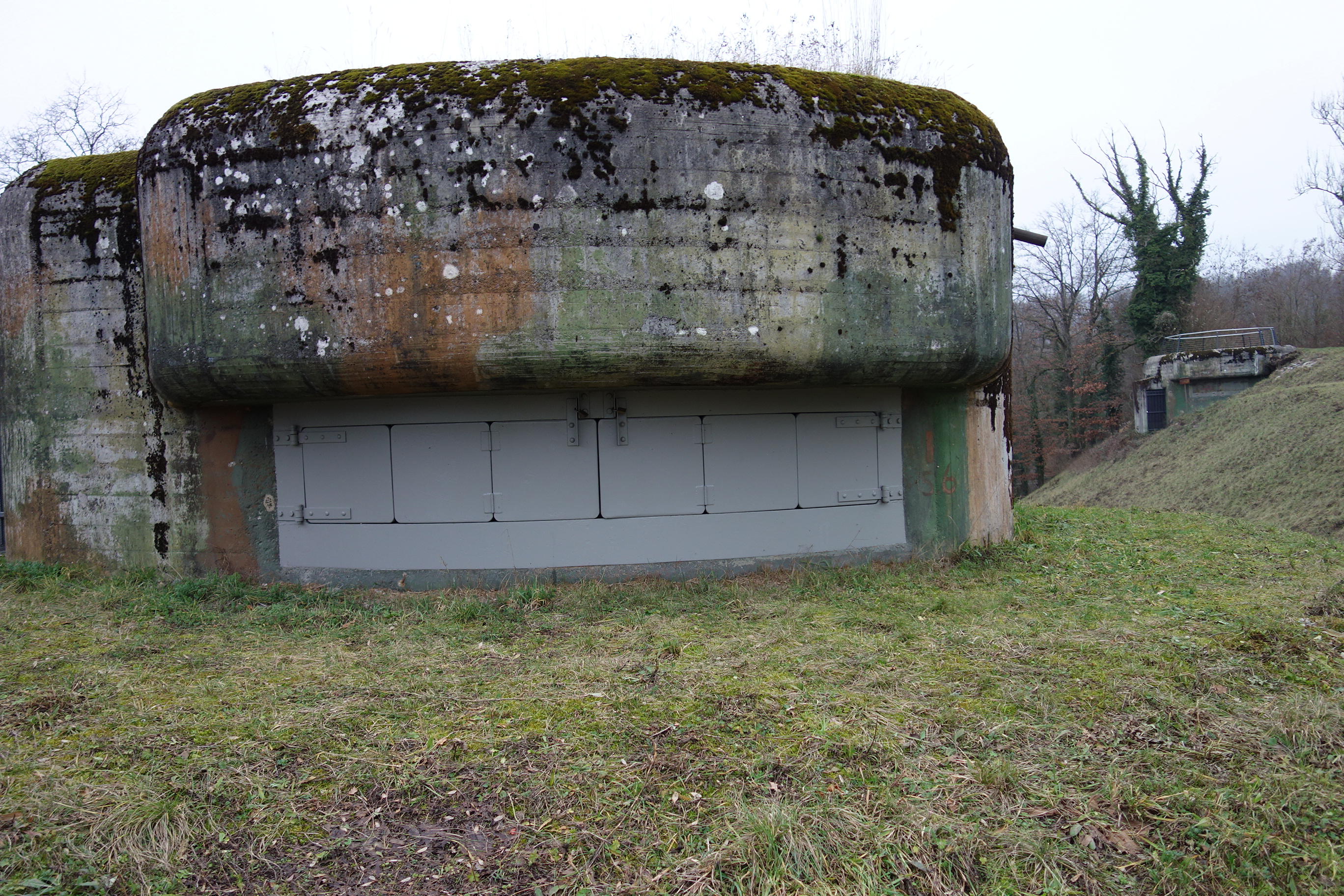
Infanteriebunker Schwedenschanze A 5460 und A 5459 «Keltenwall»
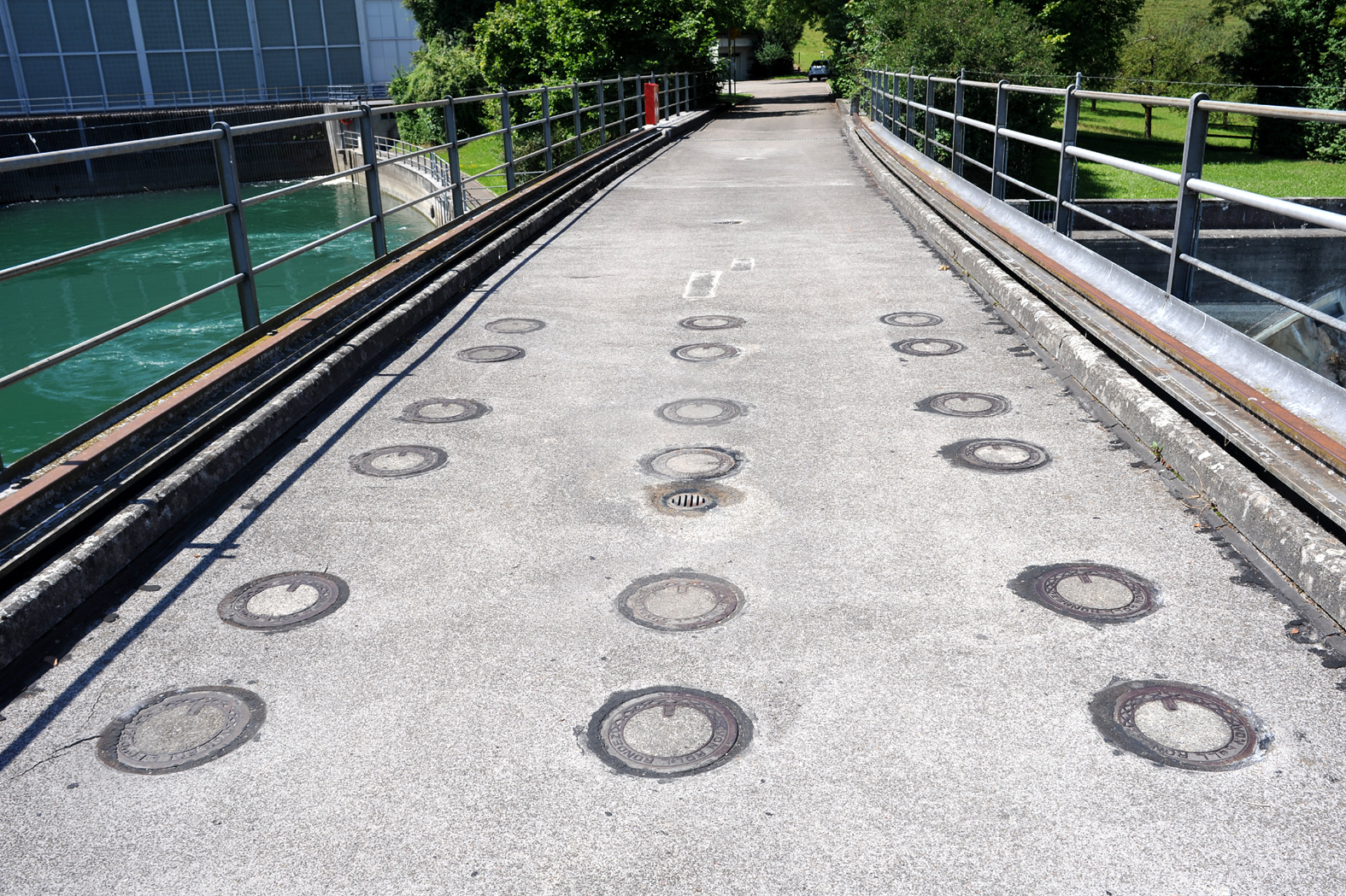
Barrikade Stauwehrbrücke EW Rheinau T2785.03
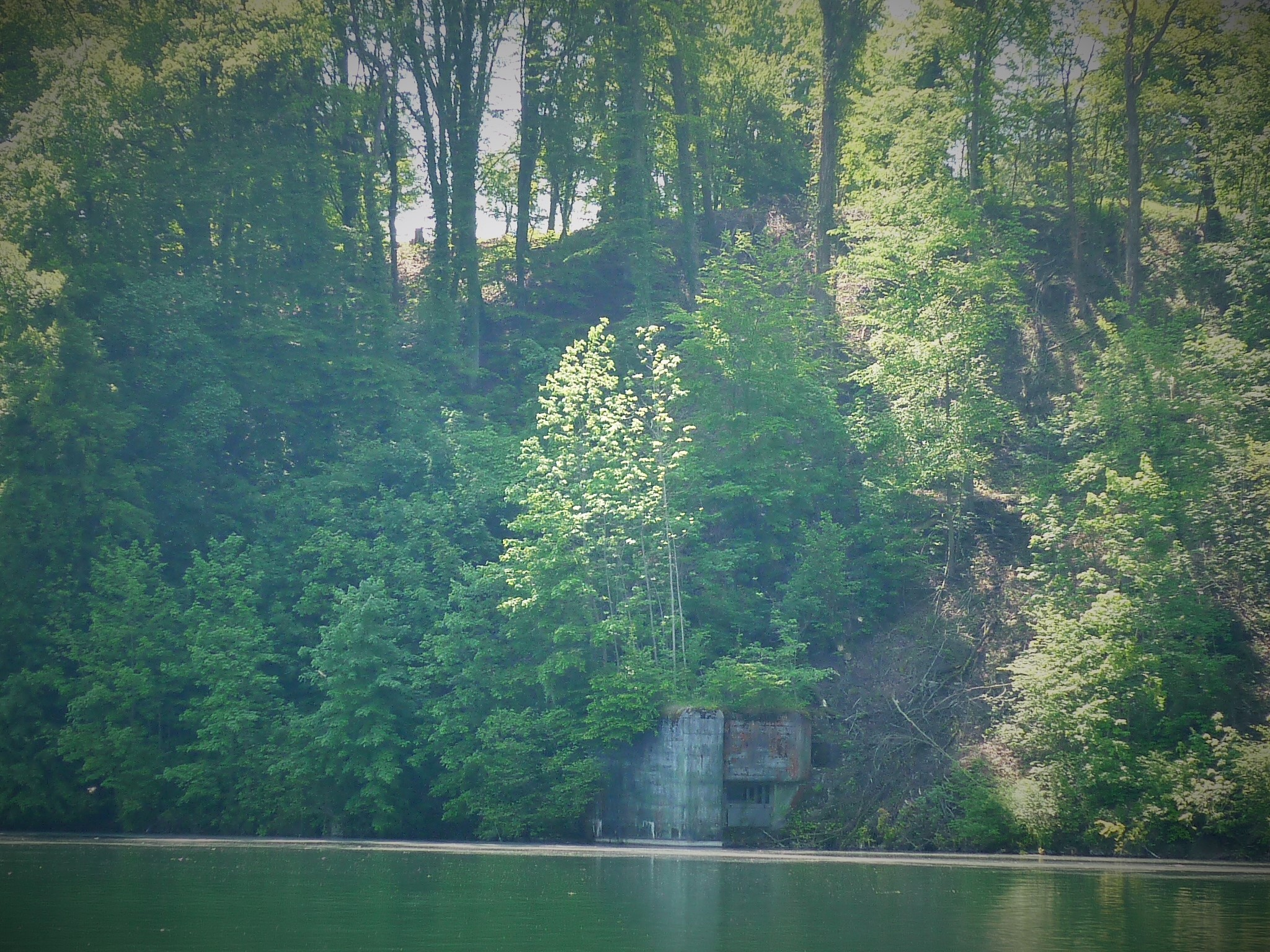
Infanteriebunker Rheinau Ost A 5463
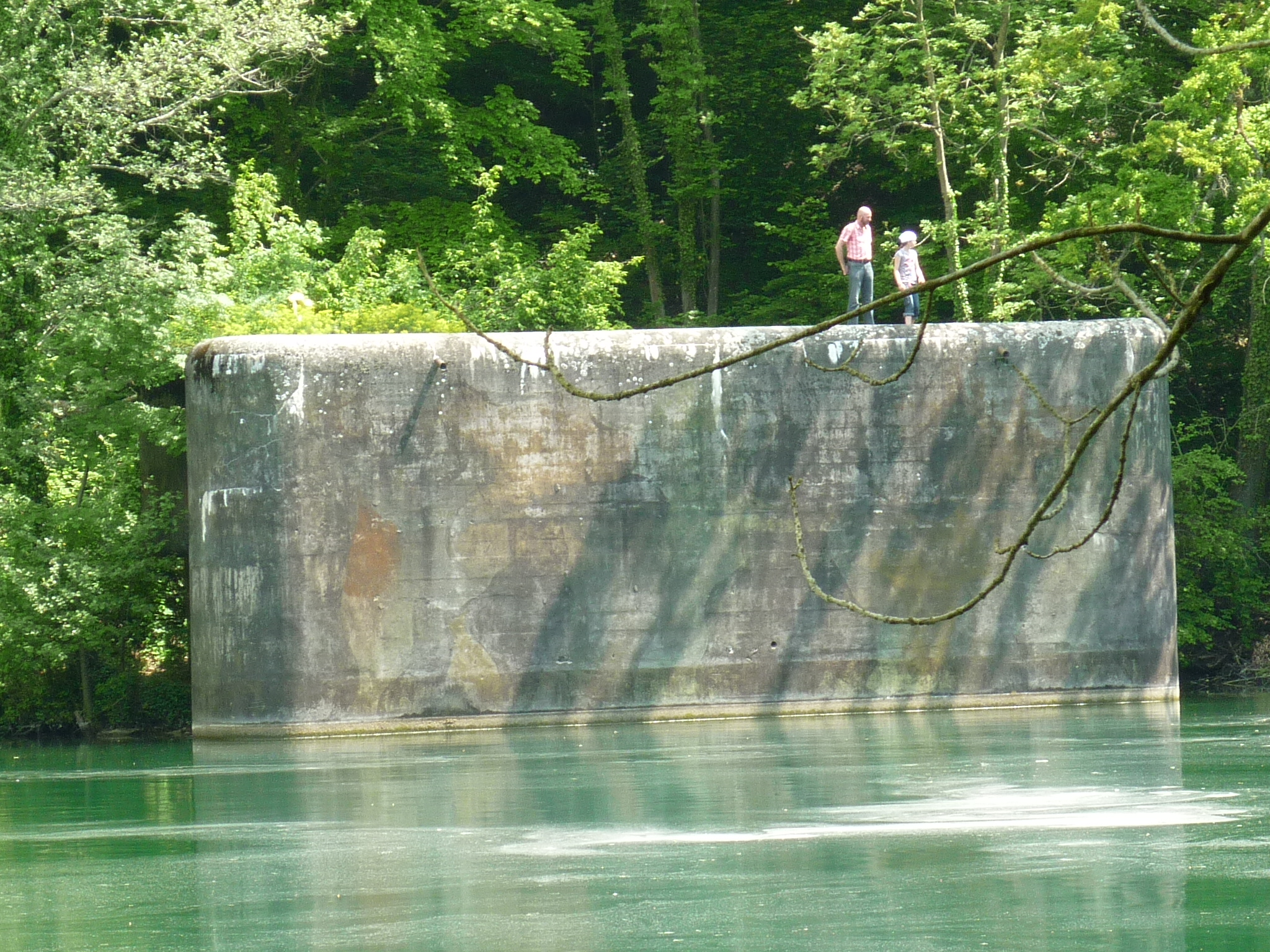
Infanteriebunker Dachsen Süd A 5466
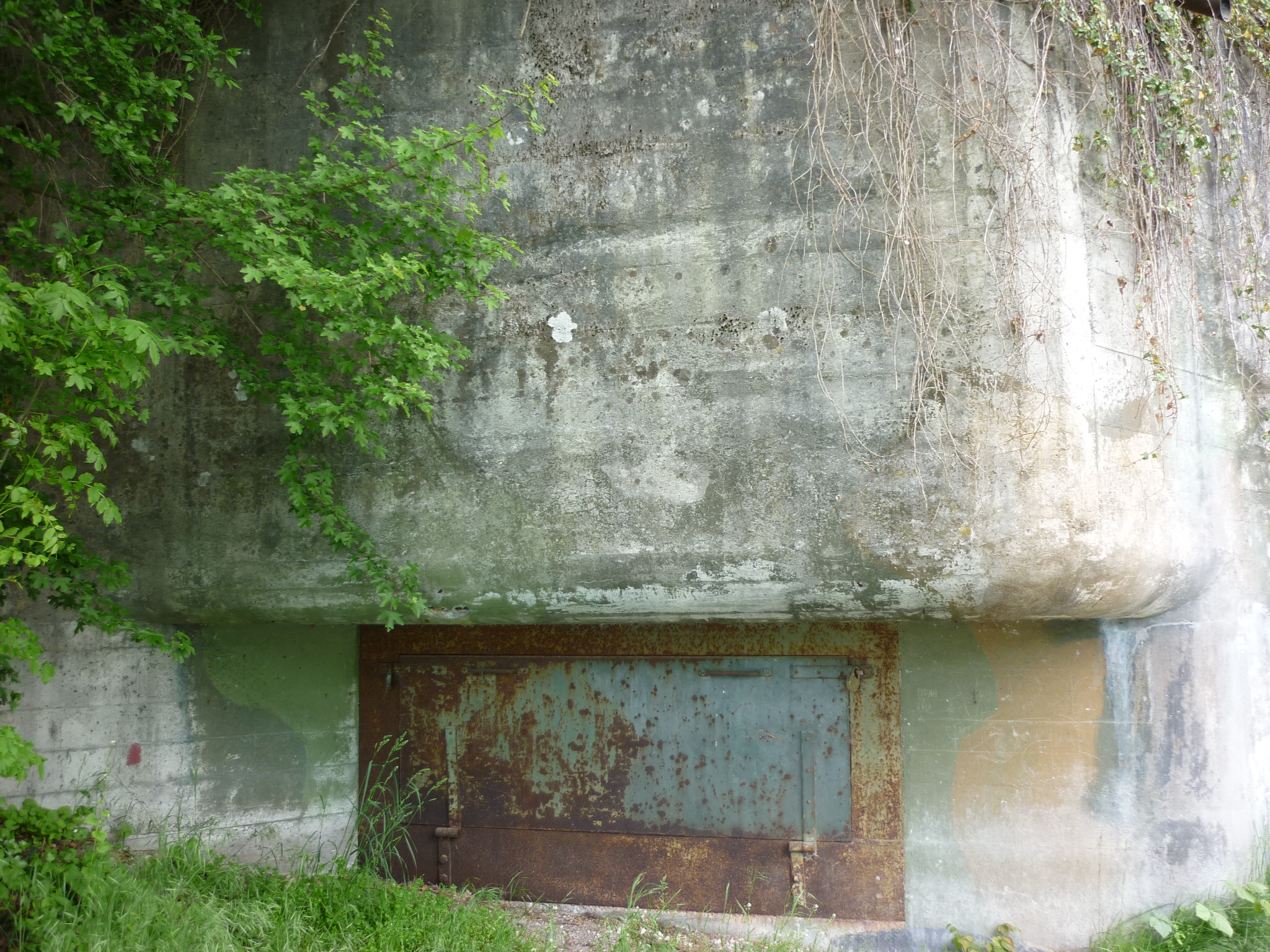
Mg-Bunker Schloss Wörth A 5468

## Sperrstelle Andelfingen
Andelfingen ZH gehörte zu den wenigen Übersetzstellen am natürlichen Hindernis der Thur. Die 1324 erstmals erwähnte Thurbrücke Andelfingen wurde 1799 im Zweiten Koalitionskrieg Schauplatz kriegerischer Auseinandersetzungen. In der zweiten Hälfte des 19. Jahrhunderts wurden in wichtigen Rheinbrücken, als erste Vorposten der Gotthardfestung, vorbereitete Sprengladungen eingebaut. Aufgrund der akuten Bedrohung durch Nazideutschland wurden im Kanton Zürich die ersten permanenten Kampfanlagen gebaut: Die Rheinübergänge wurden ab 1935 mit Tankbarrikaden und ab 1936 mit den ersten Infanteriebunkern verstärkt.
Während des Zweiten Weltkriegs wurden bei den Sperrstellen im Bezirk Andelfingen weitere Anlagen gebaut: Andelfingen (Armeebezeichnung Nr. 636), Alten (Nr. 643), Dorf ZH  (Nr. 646), Ellikon am Rhein. Diese wurden während des Kalten Krieges massiv verstärkt. Ellikon am Rhein gilt als militärisches Denkmal von regionaler Bedeutung.
- KP Grenzbrigade 6 A 5310 Dorf	⊙
- Telefonzentrale Heidi A 5446 Mühleberg Nord ⊙
- KP Grenzbrigade 6, KP Inf Rgt 53 (ab 1963) A 5445 Mühleberg Süd: Baujahr 1940 ⊙
- Artillerie Beobachterbunker Schöni A 5447 ⊙
- Unterstand Waffenstellung Blockhaus Schöni A 5448 ⊙
- Infanteriebunker Thur Süd A 5449 ⊙
- Infanteriebunker Thur Nord A 5450 ⊙
- Waffenstellung Ellikon A 5451 Lmg ⊙
- Unterstand U12 Strick A 5452 ⊙
- Infanteriebunker Ellikon Süd A 5453 ⊙
- Beobachter Bunker Ellikon Süd bei A 5453
- Infanteriebunker Ellikon Nord A 5454 ⊙
- Pak-Garage Schoren Süd (VOBAG)  F 6347 ⊙
- Pak-Garage Goldenberg (VOBAG)  F 6351 ⊙
- Bataillons KP Unterstand Mühleberg (VOBAG) F 6806		⊙
- Unterstand F 6807		⊙
- Pak-Garage Bilg (VOBAG) F 6811		⊙
- Unterstand U12 Bilg (VOBAG) F 6812		⊙
- Kompanie KP Unterstand F 6831		⊙
- Pak-Garage Bad (VOBAG) F 6851		⊙
- Unterstand F 6873 ⊙
- Pak-Garage (VOBAG) F 6876		⊙
- Pak-Garage (VOBAG) F 6881		⊙

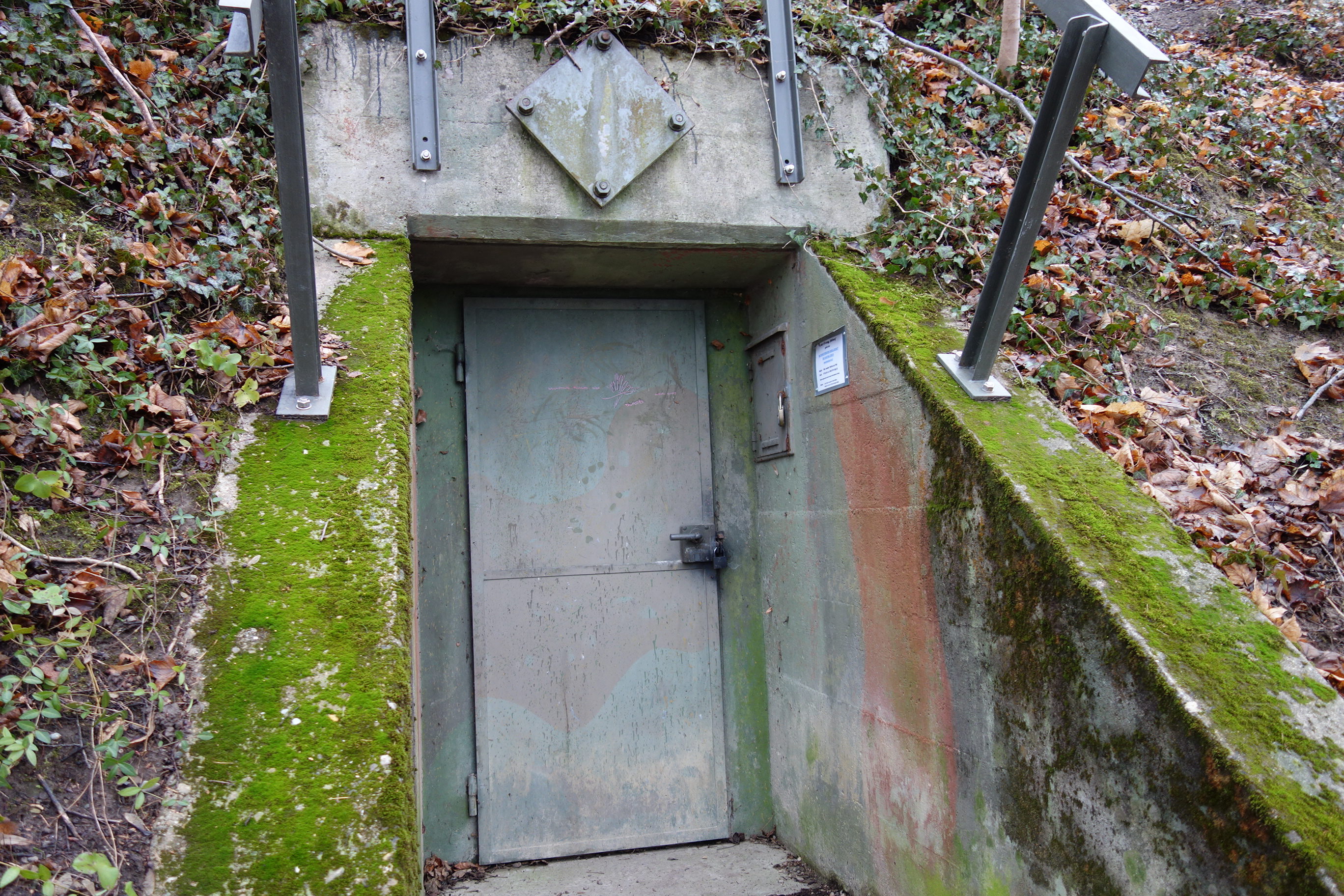
KP Grenzbrigade 6 A 5445 Mühleberg Süd
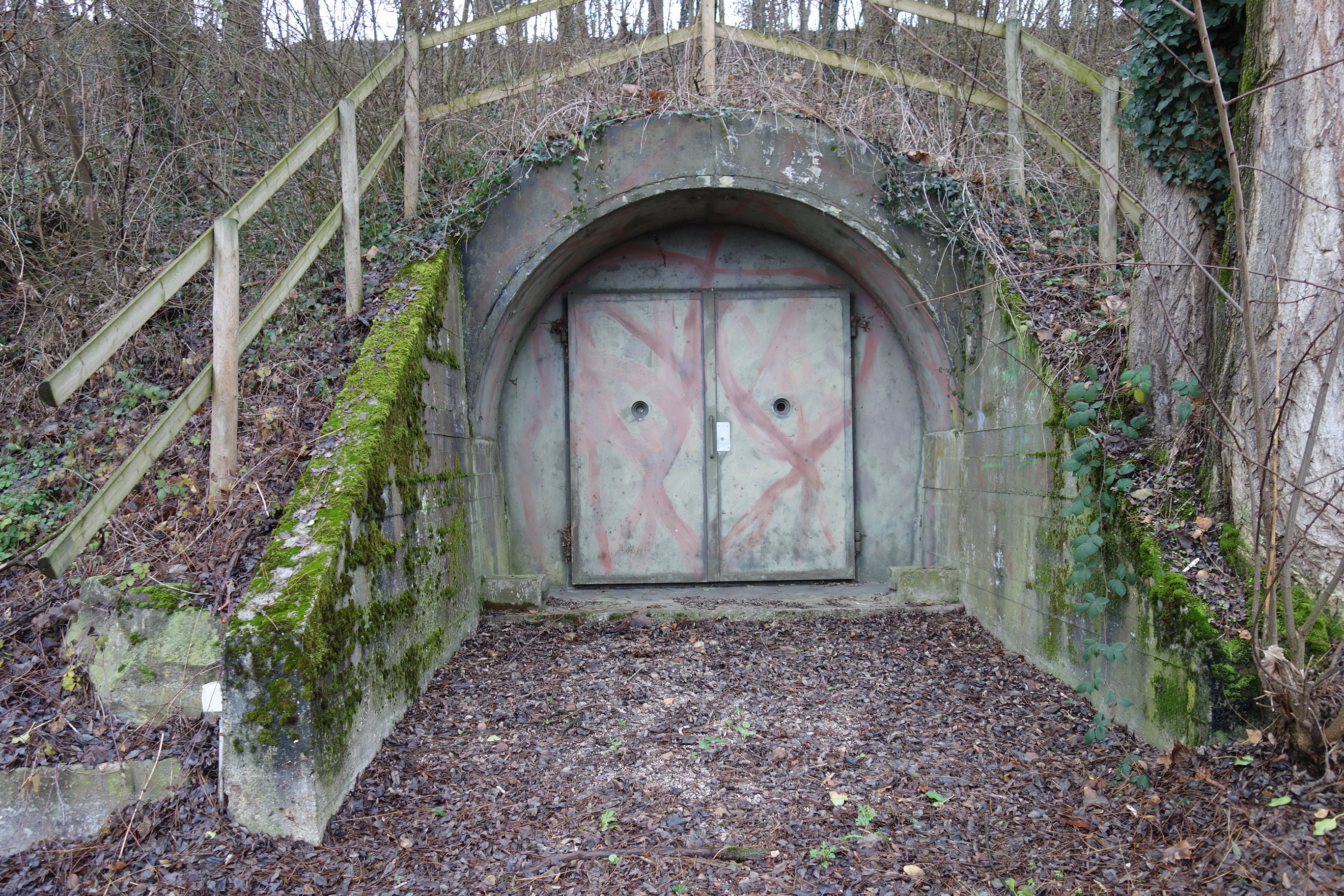
Pak-Garage Bilg VOBAG F 6811
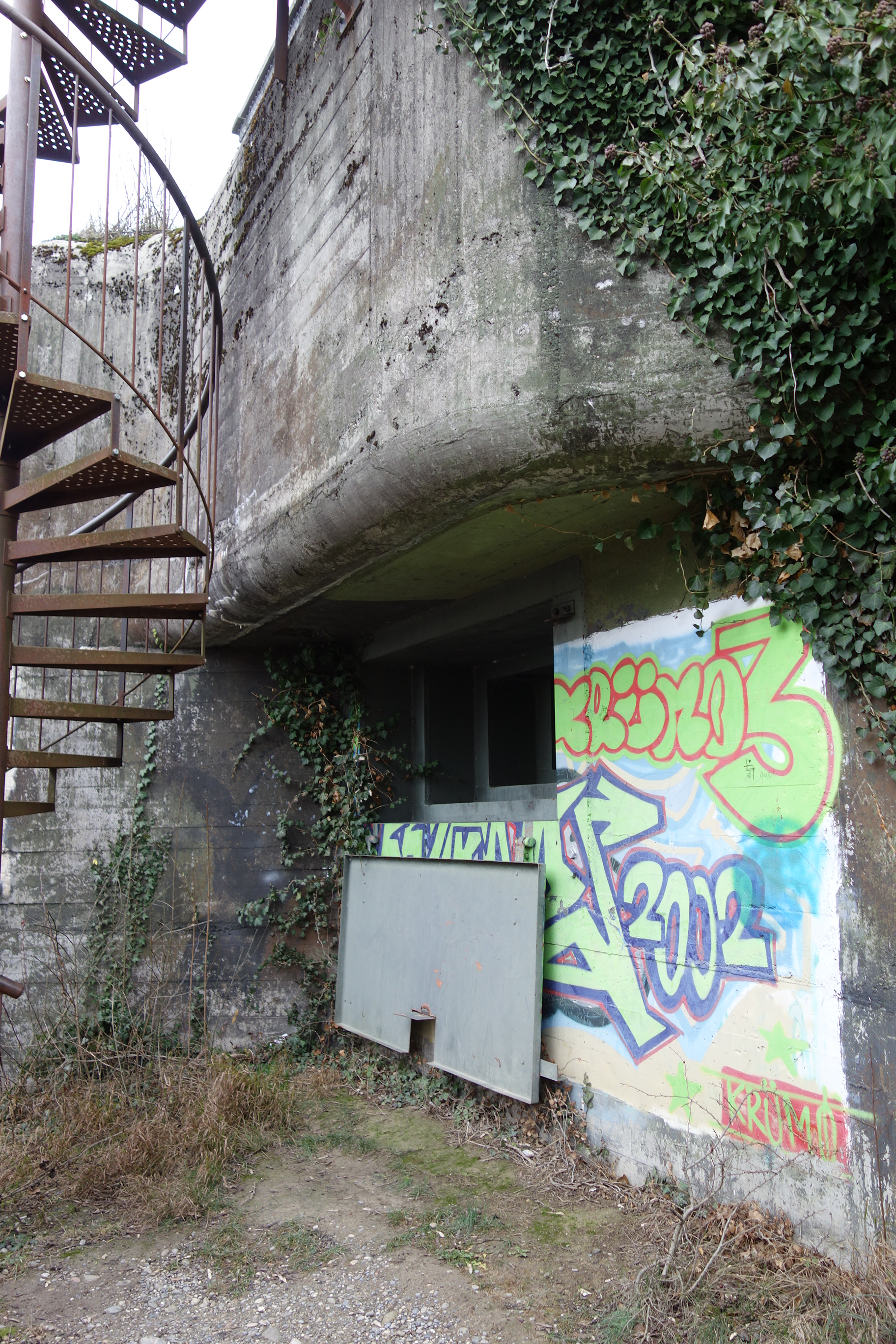
Infanteriebunker Thur Nord A 5450
Bunker Thur Nord A 5450 und Süd A 5449 (1946, von Militärzensur verpixelt)
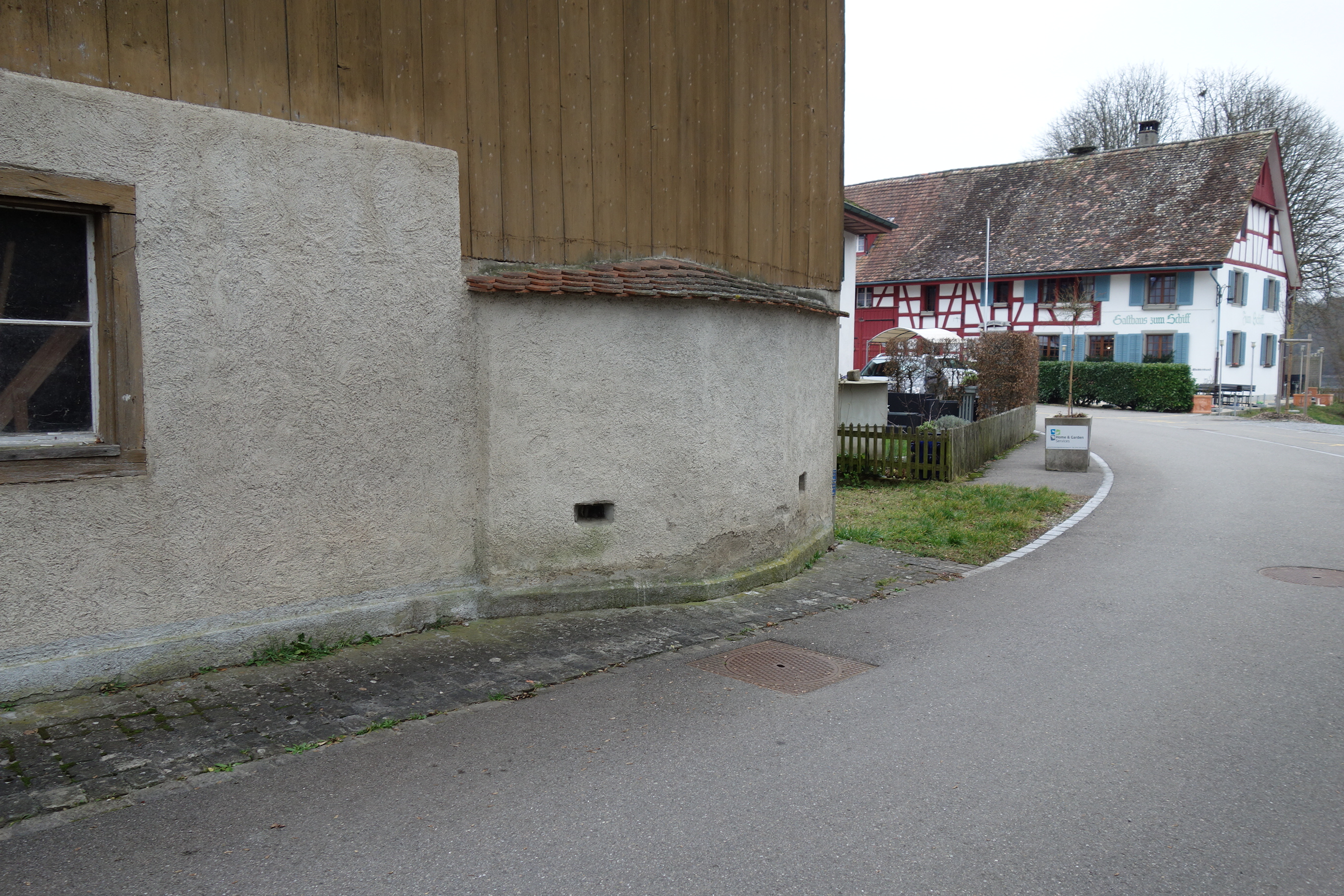
Lmg-Waffenstellung Ellikon A 5451 (rechts am Haus bei der Fähre)

## Sperrstelle Schaffhausen

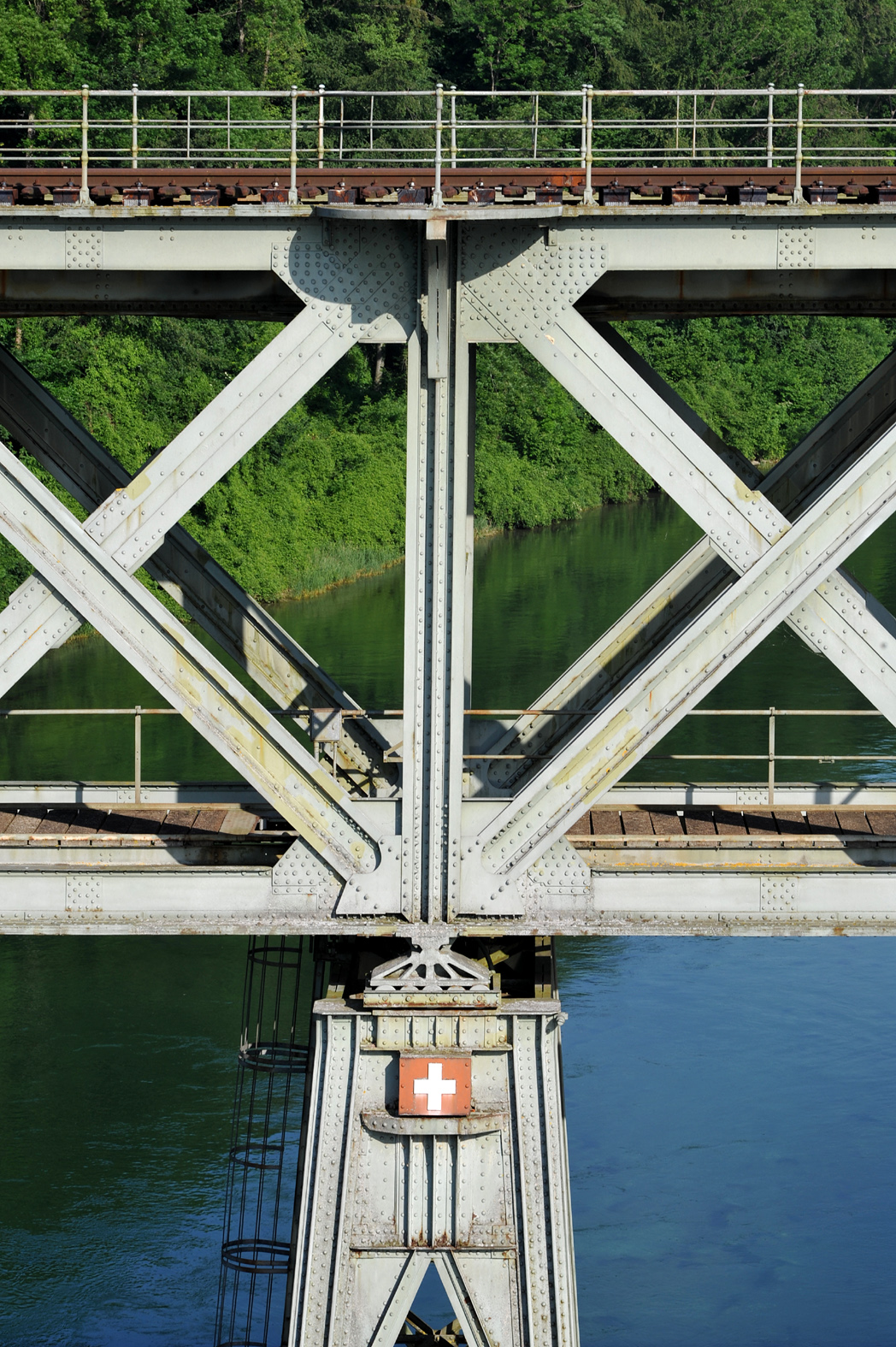
Eisenbahnbrücke Hemishofen, Sprengobjekt M0733

Für den strategisch exponierten Kanton Schaffhausen und die Stadt Schaffhausen wurde 1935 eine Kette mit zwölf Bunkern und Sperren geplant. Nachdem die zwei grossen Bunker der Sperre Herblingen SH  gebaut worden waren, musste aus taktischen und finanziellen Gründen die Nordseite des Kantons Schaffhausen für die Verteidigung aufgegeben werden.
Die Verteidigungslinie der Sperrstelle Schaffhausen/Rhein (Sperrstelle Fluringen-Feuerthalen-Schaffhausen ZH, Armeebezeichnung Sperre Nr. 649) verlief auf der südlichen Rheinseite, gegenüber der Stadt Schaffhausen, in den zürcherischen Gemeinden Feuerthalen und Flurlingen. Die wichtigen Brücken wurden mit Barrikaden, Sprengobjekten und grossen Infanteriewerken verstärkt. Der Bunker "Güetli" (A 5477) wurde als Prototyp aller Rhein-Bunker gebaut.
Weiter dem Rhein entlang bis Eschenz (Fänebach) (Abschnittgrenze der Grenzbrigade 6 zur Grenzbrigade 7) folgten die Sperrstellen Langwiesen ZH (Nr. 641), Schaarenwald (Nr. 634), Diessenhofen, Hinterfeld (Nr. 615), Rheinklingen (Nr. 613/615), Hemishofen (Nr. 609), Wagenhausen TG (Nr. 605) und Stein am Rhein. In diesem Raum wurden ab 1936 Bunker gebaut. In den 1960er Jahren wurden diese mit modernen Normbauten (Atomschutzunterstände ASU, VOBAG usw.) ergänzt.
Die Sperrstellen Schaffhausen und Stein am Rhein gelten als militärhistorisches Denkmäler von nationaler, diejenigen von Herblingen und Hemishofen von regionaler Bedeutung. Der 1994 gegründete Verein «Rheinkastell» hat im Schaarenwald einen Lehrpfad eingerichtet. Neben den Anlagen aus dem Zweiten Weltkrieg sind Graben und Erdmauer des von österreichischen Truppen 1799 erstellten Brückenkopfes zu sehen.
- Infanteriebunker Flurlingen Süd A 5470 ⊙
- Infanteriebunker Flurlingen Betonbrücke A 5475 Steinhölzli: Baujahr 1942 ⊙
- Infanteriebunker EW Schaffhausen A 5476 ⊙
- Infanteriebunker Güetli A 5477 Feuerthalen ⊙
- Infanteriebunker Feuerthalen Strassenbrücke A 5478 ⊙
- Unterstand U12 Kohlfirst A 5479
- Infanteriewerk Herblingen III West A 5480 Schlossstrasse ⊙
- Infanteriewerk Herblingen II Ost A 5481 Thayngerstrasse ⊙
- Infanteriebunker Werft A 5482 Rhiwis, Langwiesen-Feuerthalen	⊙
- Infanteriebunker Langwiesen Bootshaus A 5483 Feuerthalen ⊙
- Infanteriebunker Auwiese A 5484 Paradis ⊙
- Waffenstellung Altparadies A 5485 ⊙
- Infanteriebunker Paradies A 5486 ⊙
- Infanteriebunker Schaarenwiese A 5489	⊙
- Infanteriebunker Schaarenwald Brückenkopf A 5490 mit Museum⊙
- Infanteriebunker Schaarenwald Eschenried A 5492 ⊙

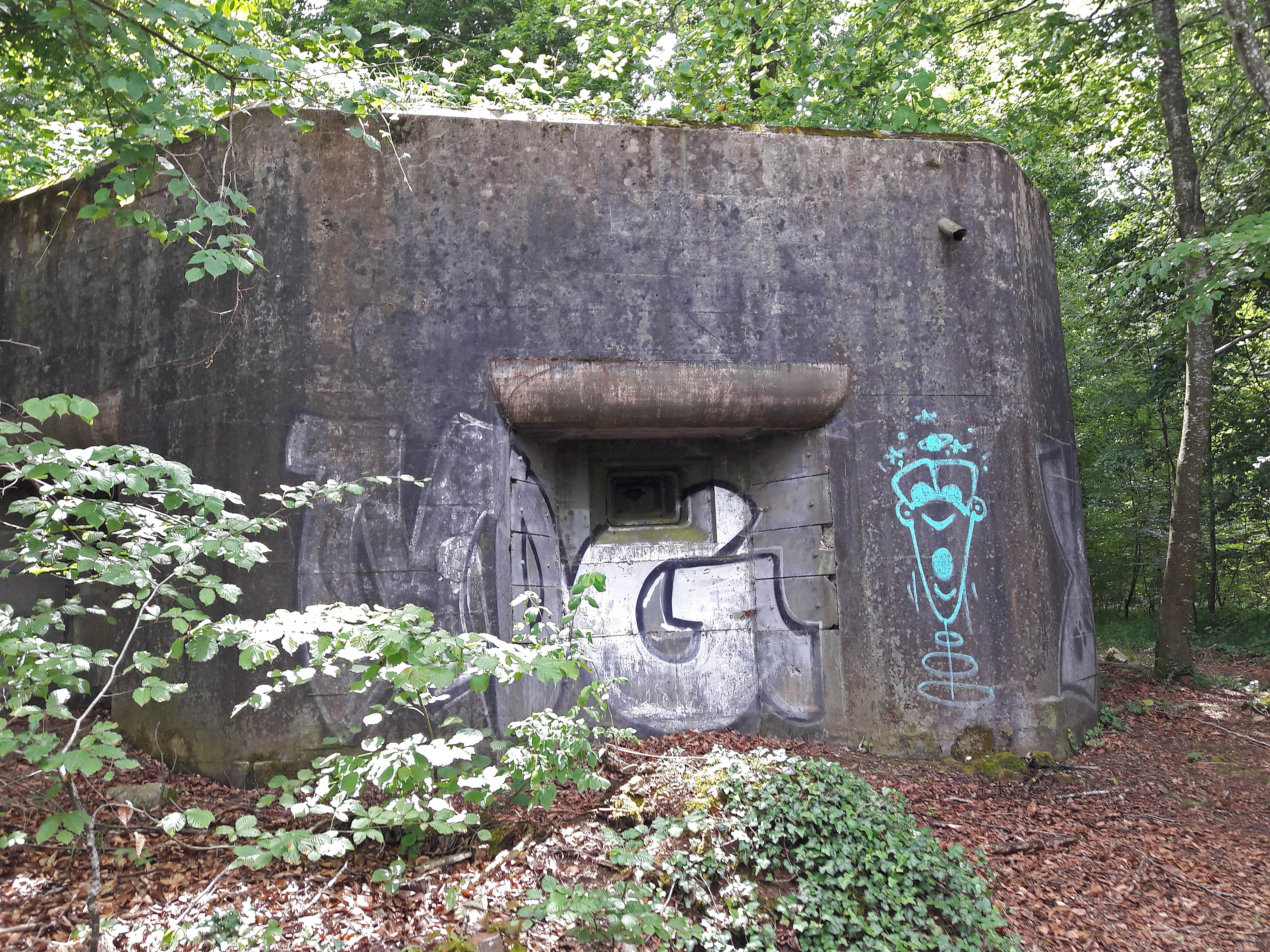
Infanteriebunker Schaarenwiese A 5489
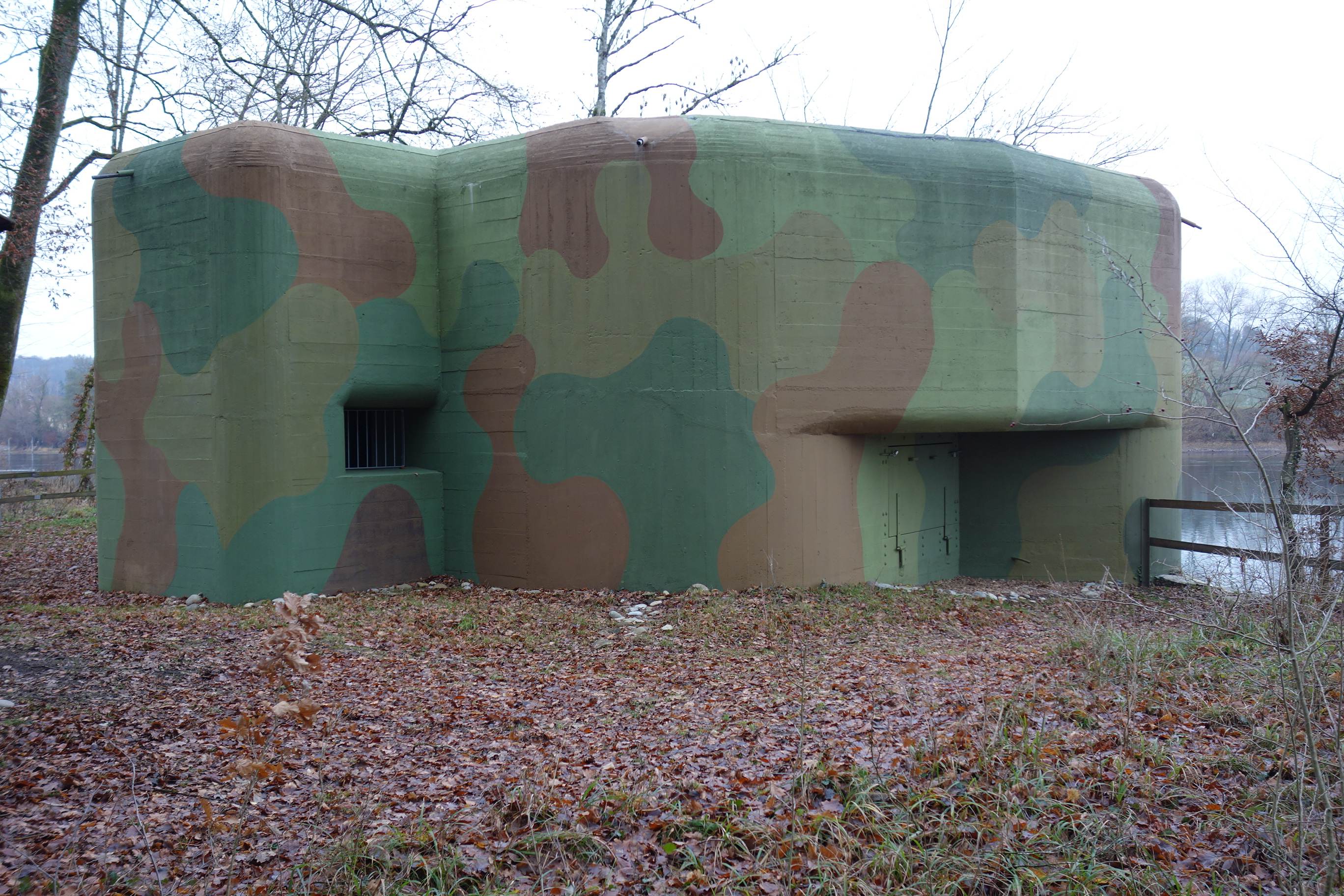
Infanteriebunker Schaarenwald Brückenkopf A 5490
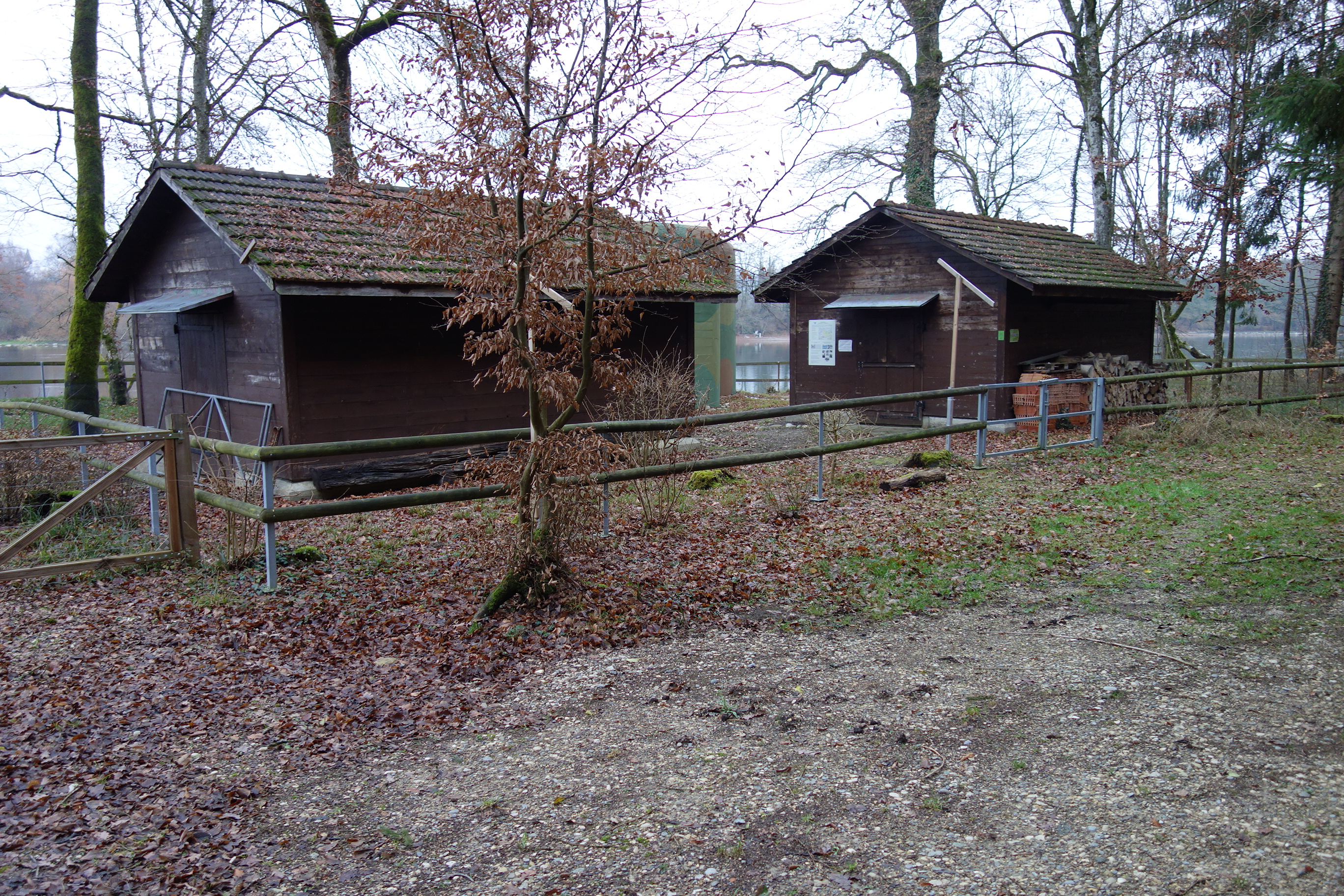
Bunkermuseum Schaarenwald
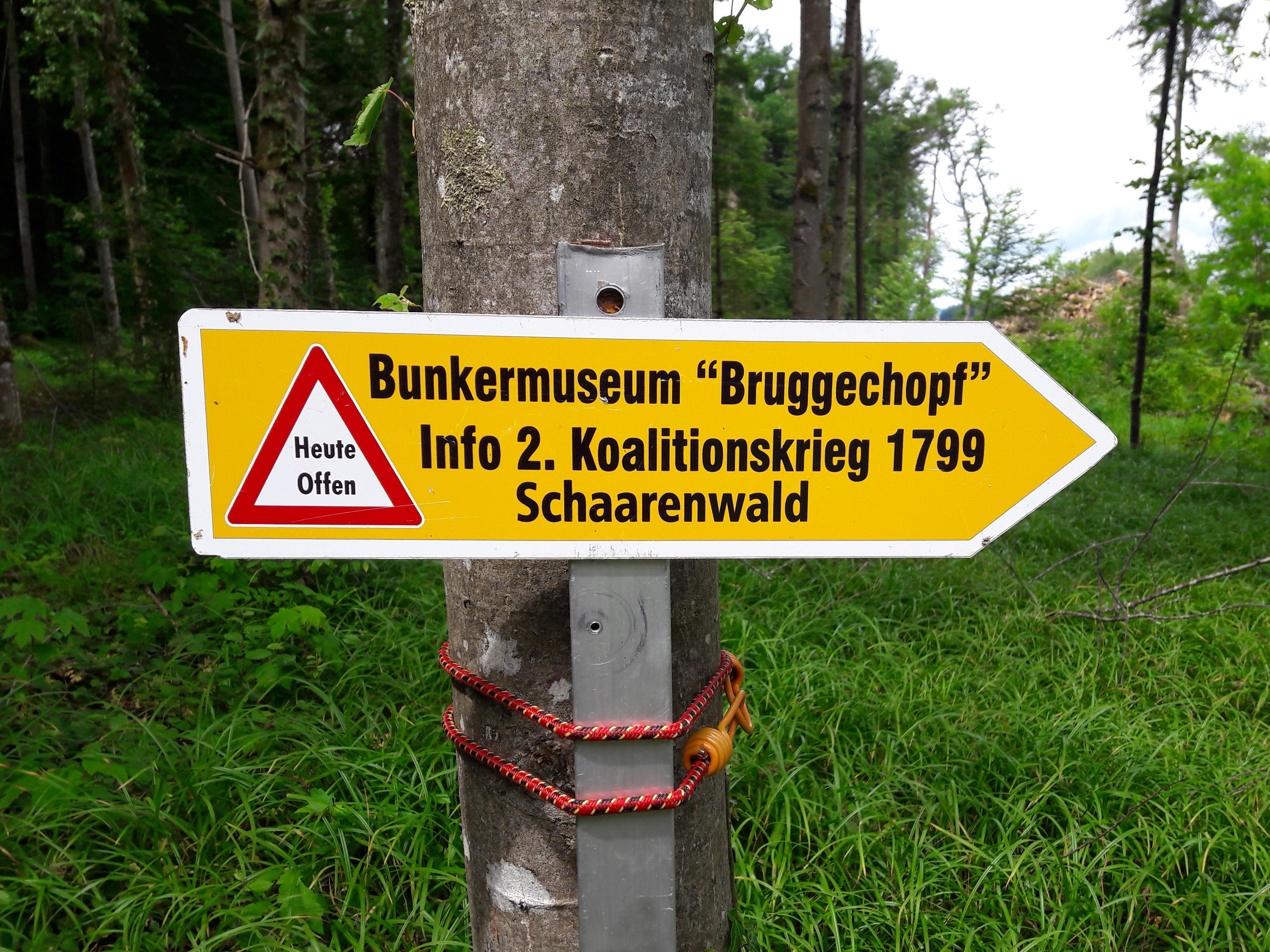
Bunkermuseum «Bruggechopf» Schaarenwald
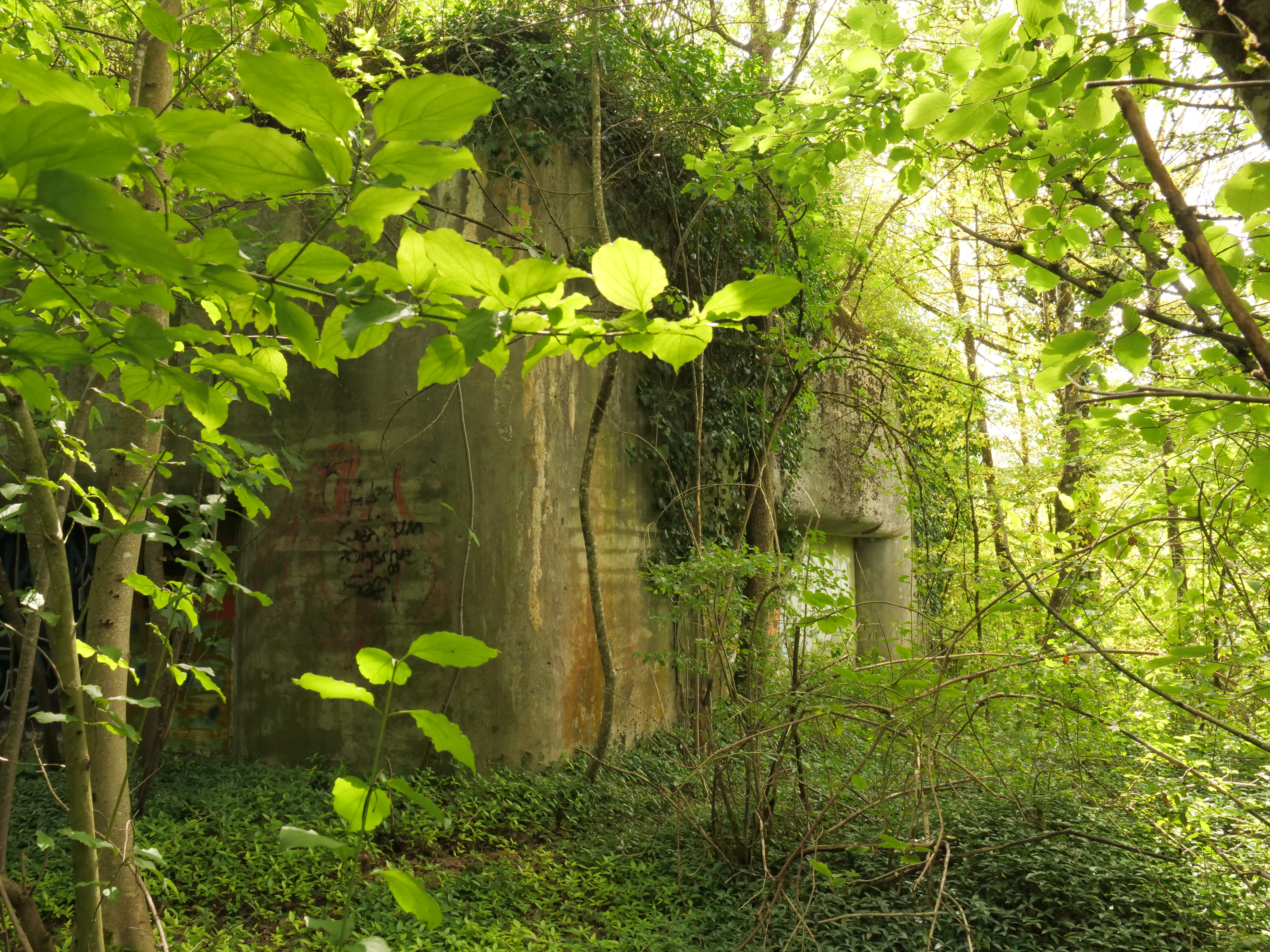
Infanteriebunker Herblingen West A 5480
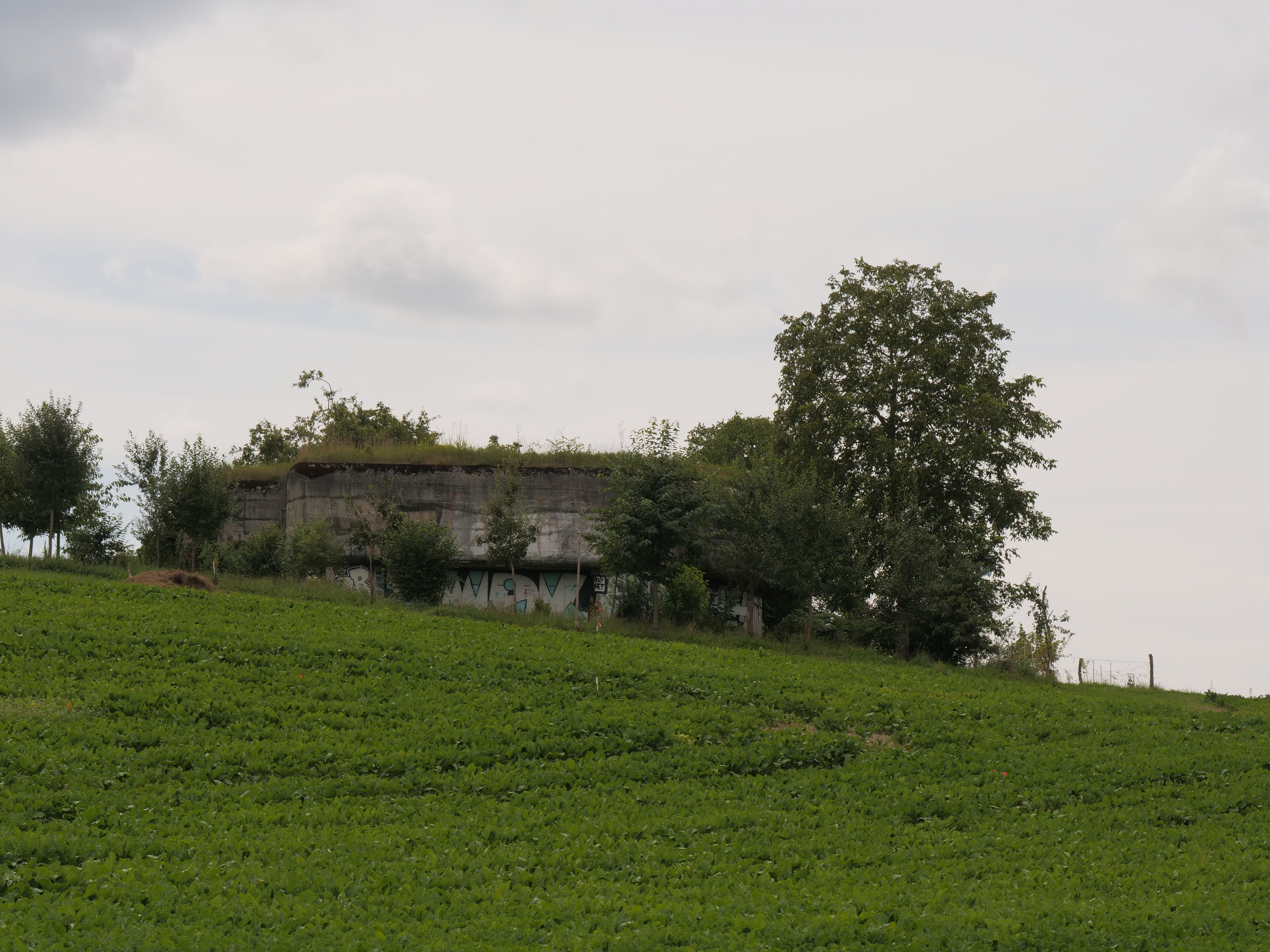
Infanteriebunker Herblingen Ost A 5481

- Infanteriebunker Katharinenthal West A 5496 (2012 abgebrochen) ⊙
- Infanteriebunker Katharinenthal Ost A 5497 ⊙
- Infanteriebunker Klosterlinde A 5498 ⊙
- Infanteriebunker Lände A 5502	⊙
- Infanteriebunker Diessenhofen Strandbad A 5504 ⊙
- Infanteriebunker Rodenbrunnen A 5505 (2011 abgebrochen) ⊙
- Infanteriebunker Allmend A 5508 ⊙
- Infanteriebunker Bleiche A 5509 ⊙
- Unterstand Rodenberg West A 5510 ⊙
- Unterstand Rodenberg Ost A 5511 ⊙
- Infanteriebunker Hinterfeld West A 5512 ⊙
- Infanteriebunker Hinterfeld Ost A 5513 ⊙
- Infanteriebunker Burgstelle A 5514 ⊙
- Infanteriebunker Kiesgrube A 5515 ⊙
- Waffenstellung A 5516	⊙
- Infanteriebunker Rain A 5517 ⊙
- Infanteriebunker Hemishofen Süd A 5521 ⊙
- Infanteriebunker Eisenbahnbrücke Hemishofen A 5522 ⊙
- Infanteriebunker Rötelacker A 5523 ⊙
- Infanteriebunker Wagenhausen Hof A 5524 (abgebrochen)		⊙
- Unterstand U12 Wiesenthal A 5525
- Infanteriewerk Stein Burg A 5527 ⊙
- Infanteriewerk Hornweg A 5530 Eschenz ⊙
- Infanteriewerk Staaderstrasse A 5531 Eschenz ⊙
- Ik-Schild A 5539 Fennenbach, Eschenz ⊙
- Infanteriebunker EW Aussichtskanzel A 5551: Baujahr 1960 ⊙
- Infanteriebunker EW Schaffhausen Centrale A 5552: Baujahr 1960 ⊙
- Unterstand Flurlingen Betonbrücke (ZMS, Beobachter) A 5553 ⊙
- Kleinunterstand Schloss Laufen, Rihalden, Laufen-Uhwiesen ⊙
- KP Infanterieregiment 53 A 5565, Sperrstelle Mörlen Steinenberg, Laufen-Uhwiesen ⊙
- KP Infanterieregiment 52 A 5574 ⊙
- 8.1 cm Festungsminenwerfer 56 Junkerenboden A 5576		⊙
- 8.1 cm Festungsminenwerfer 56 Kyburgerstein F 6525 Unterschlatt TG ⊙
- 8.1 cm Festungsminenwerfer F 6565 Espi, Trüllikon ZH (abgebaut) ⊙
- 8.1 cm Festungsminenwerfer Türni F 6597 Unterschlatt TG: Baujahr 1960 ⊙
- Barrikade Holzbrücke Diessenhofen T 2850, Sprengobjekt M0731 (abgebaut) ⊙

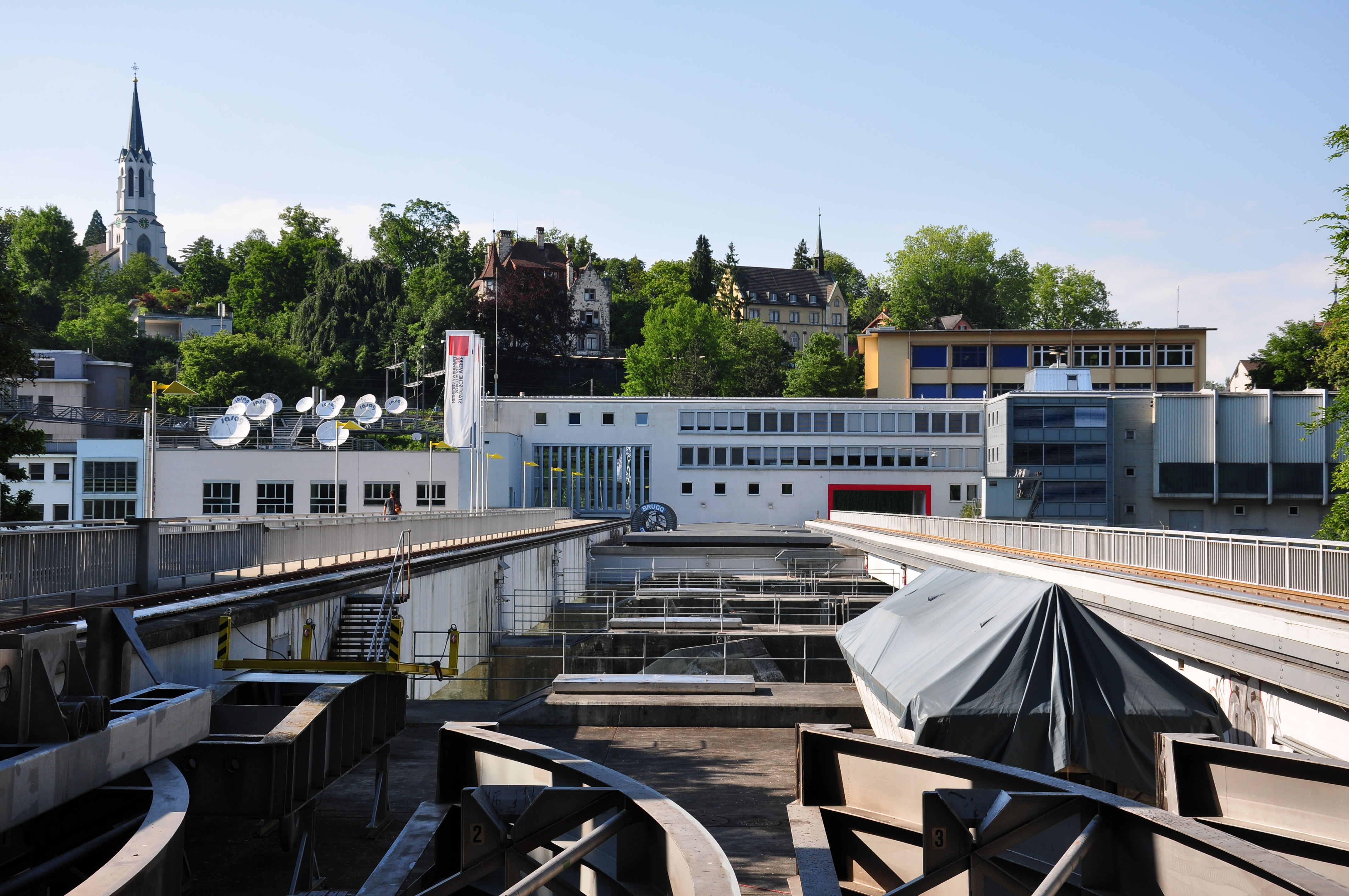
Infanteriebunker EW Schaffhausen Centrale A 5552 (Scharten zweite Fensterreihe links)
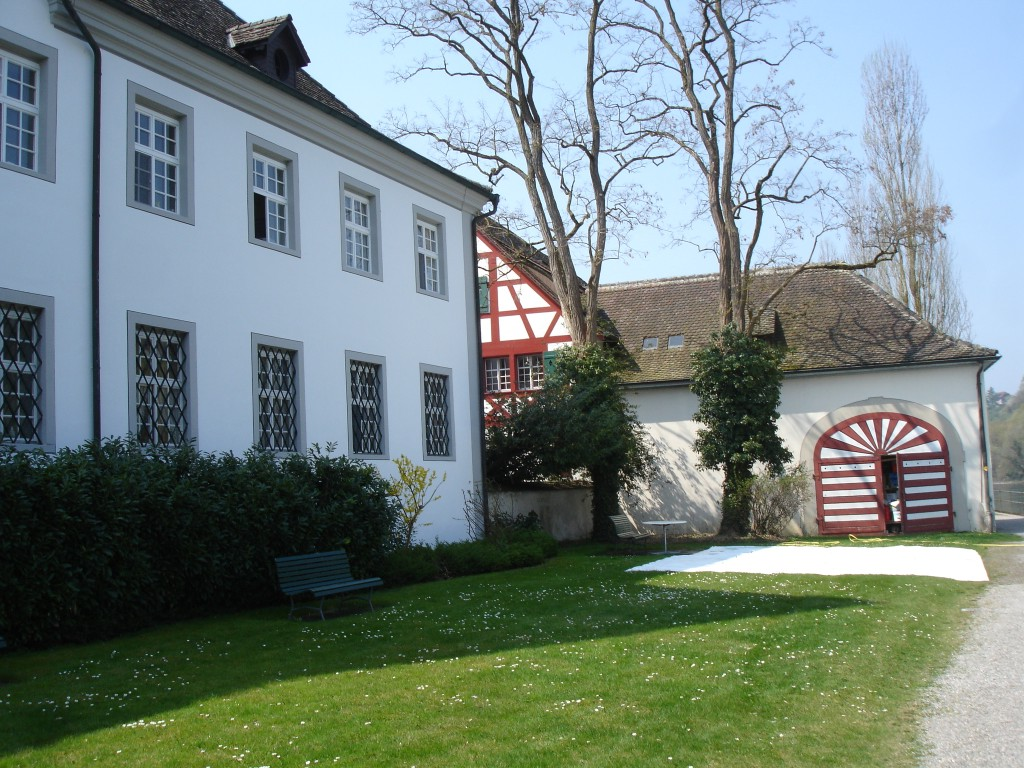
Kloster St. Katharinental: Bunker A 5497 als Remise getarnt
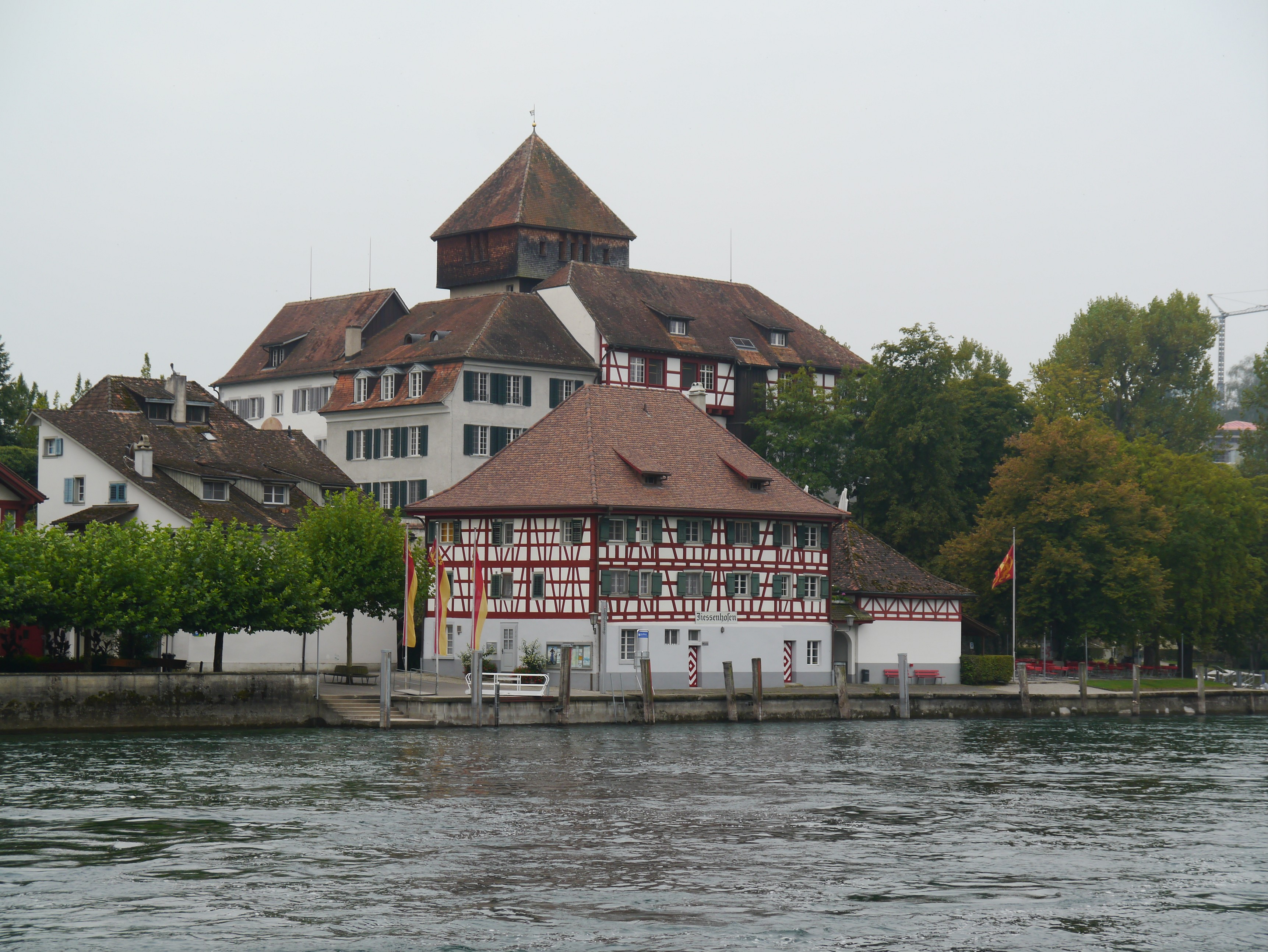
Diessenhofen:  Infanteriebunker Lände A 5502, rechts an Restaurant "Unterhof" angebaut
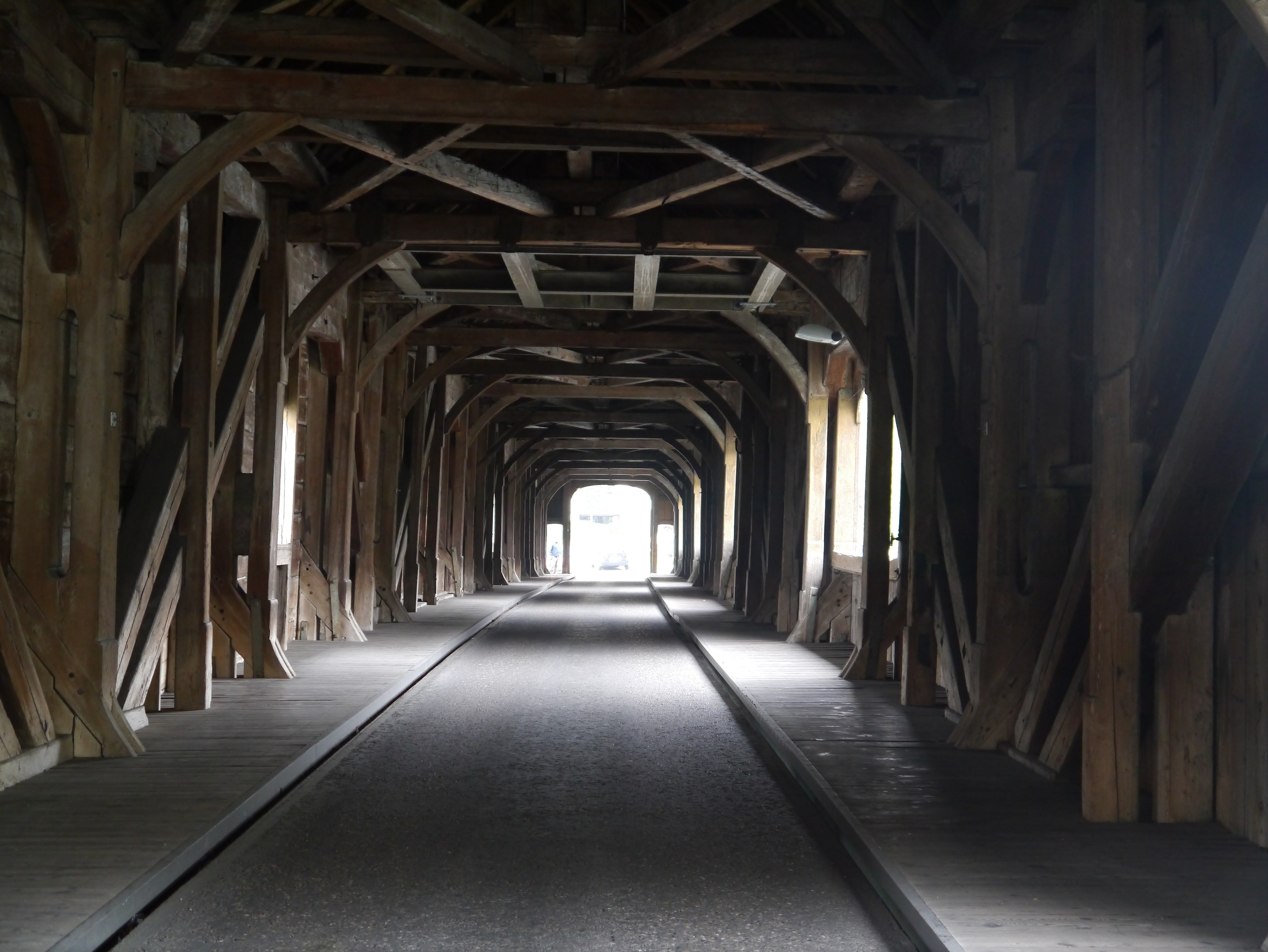
Holzbrücke Diessenhofen: eisernes Fallgatter 1936 als Panzerbarrikade T 2850 eingebaut
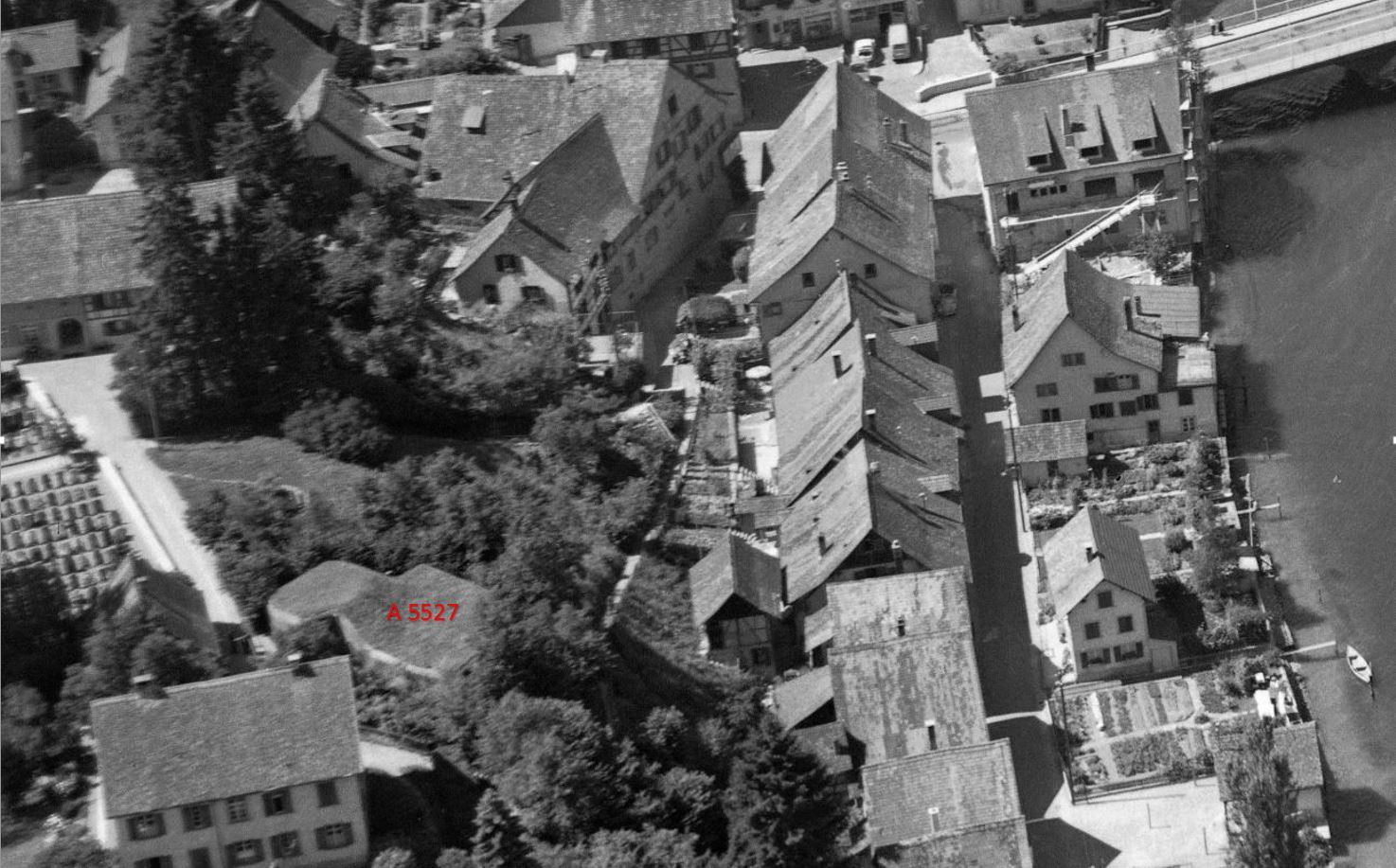
Infanteriewerk Stein Burg A 5527, Stein am Rhein